# Piscidie

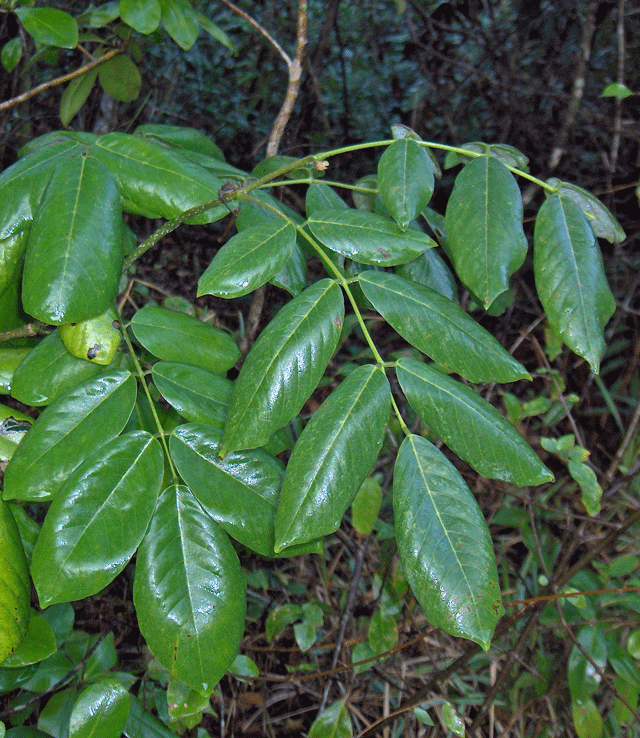
Listy piscidie Piscidia piscipula

Piscidie (Piscidia) je rod rostlin z čeledi bobovité. Zahrnuje 7 druhů dřevin se zpeřenými listy a motýlovitými květy, rozšířených vesměs v tropické Americe. Z druhu Piscidia piscipula se získává opojný nápoj a je místně využívána v lékařství.

## Popis
Piscidie jsou beztrnné keře a stromy se střídavými lichozpeřenými listy složenými z 5 až mnoha vstřícných lístků. Palisty jsou opadavé. Květy jsou bílé s růžovou až purpurovou kresbou, uspořádané v úžlabních či postranních hroznech nebo zřídka v klasech. Kalich je zvonkovitý, s 5 krátkými laloky. Koruna je motýlovitá. Pavéza je okrouhlá a obvykle o něco kratší než podlouhlá, srpovitá křídla. Lístky člunku jsou na bázi srostlé. Tyčinek je 10 a jsou srostlé, horní tyčinka je však na bázi volná. Semeník je přisedlý a obsahuje mnoho vajíček. Plod je nepukavý, zploštělý, se 4 podélnými křídly. Obsahuje 1 až 10 ledvinovitých semen.

## Rozšíření
Rod piscidie zahrnuje 7 druhů a je rozšířen výhradně v Americe. Většina druhů je svým rozšířením vázána na oblast Střední Ameriky (včetně Mexika) a Karibiku. Druh Piscidia piscipula zasahuje i na Floridu. Piscidia carthagenensis se vyskytuje i v severní části Jižní Ameriky.

## Význam
Některé druhy piscidií jsou těženy pro stavební dřevo nebo využívány v medicíně, jako krmivo či při tradičním lovu ryb. V Latinské Americe se z kůry Piscidia piscipula místně připravuje opojný nápoj známý jako sinicuichi. Účinnou látkou je peptid piscidin, působící jako sedativum. Listy se používají při bolestech hlavy, z rostliny se připravuje tinktura na bolesti zubů a sirup proti kašli.